# فودای لندفورت
دایون Y5 یا فودای لندفورت یک خودروی SUV سایز بزرگ ساخت شرکت دایون چین است. این خودرو در سال ۲۰۱۲ معرفی شد و درسال ۲۰۱۴ به بازار چین راه یافت.
به گفته سایپا این خودرو قرار بود در ایران با نام زامیاد تیوان از سال ۱۴۰۰ تولید شود.این امر محقق نشد و منتفی شد. ولی در ۱۴۰۰ این خودرو توسط شرکت صنایع خودروسازی ایلیا  که زیرمجموعه کیان موتور وارنا است مونتاژ می‌شود، مدل مونتاژی دارای موتور ۲٫۰ لیتری بنزینی توربوشارژ میباشد و تغیراتی در جلوی خودرو فضای کابین و پنل کنترل و... صورت گرفته که در دو نسخه معمولی و آپشنال در بازار عرضه میگردد. این خودرو علاوه بر ایران در کشور هایی از جمله امارات متحده عربی و روسیه نیز تولید میشود.

## پیشرانه
این خودرو با ۴ پیشرانه ۱٫۹ لیتری دیزلی، ۲٫۴، ۲٫۰ لیتری بنزینی و ۲٫۰ لیتری توربوشارژ بنزینی است.
نمونه‌های تولیدی توسط صنایع خودروسازی ایلیا  از موتور ۲ لیتری توربو بهره می‌برند که ۲۸۰ نیوتن متر گشتاور دارد.
سیستم انتقال قدرت این خودرو نیز یک جعبه‌دنده ۶ سرعته اتومات ساخت بورگ‌وارنر آمریکا است.
این خودرو توانایی آفرودی دارد و حداکثر سرعت این خودرو به ۱۸۰ کیلومتر برساعت می‌رسد.

## نگارخانه

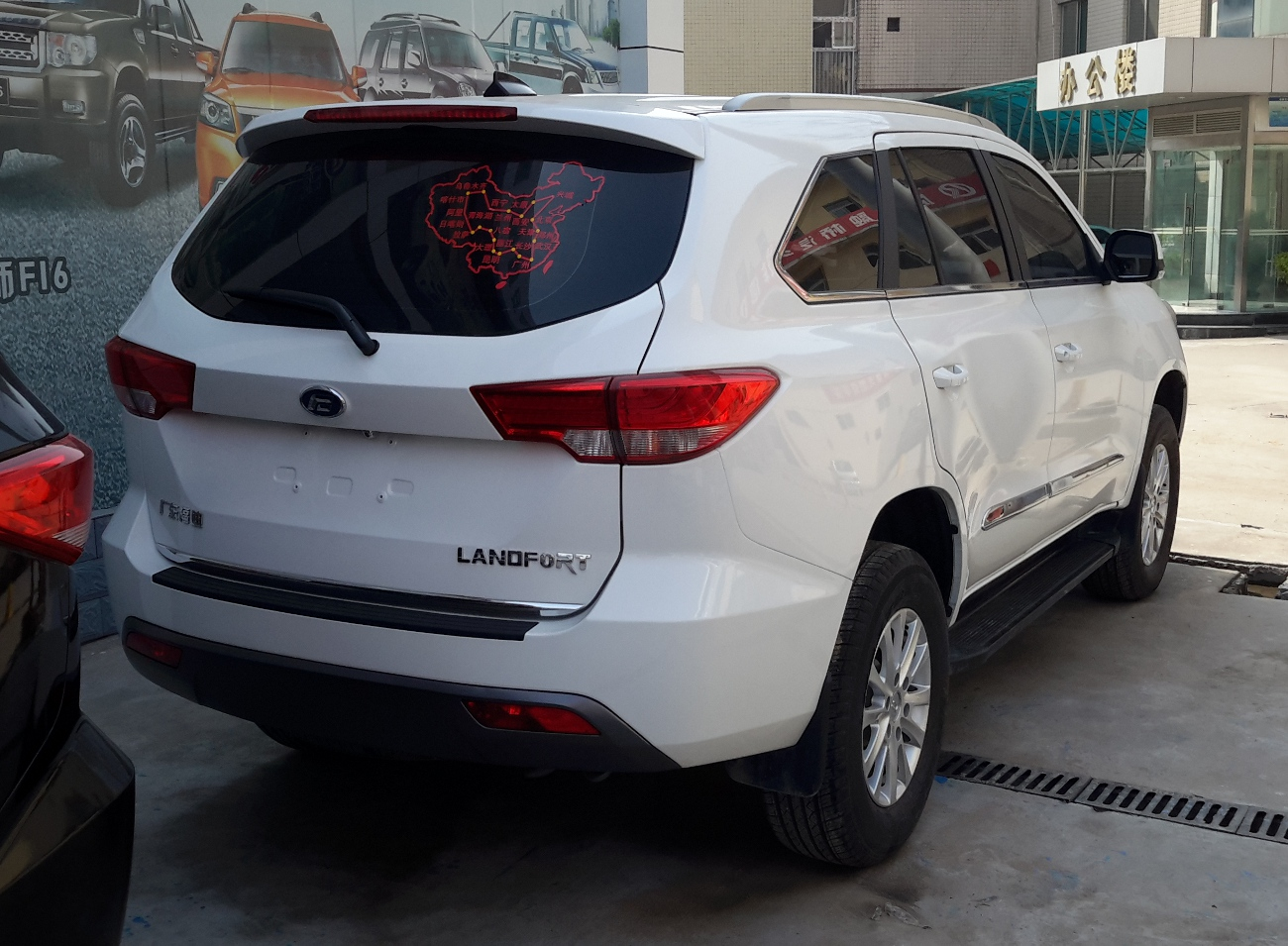
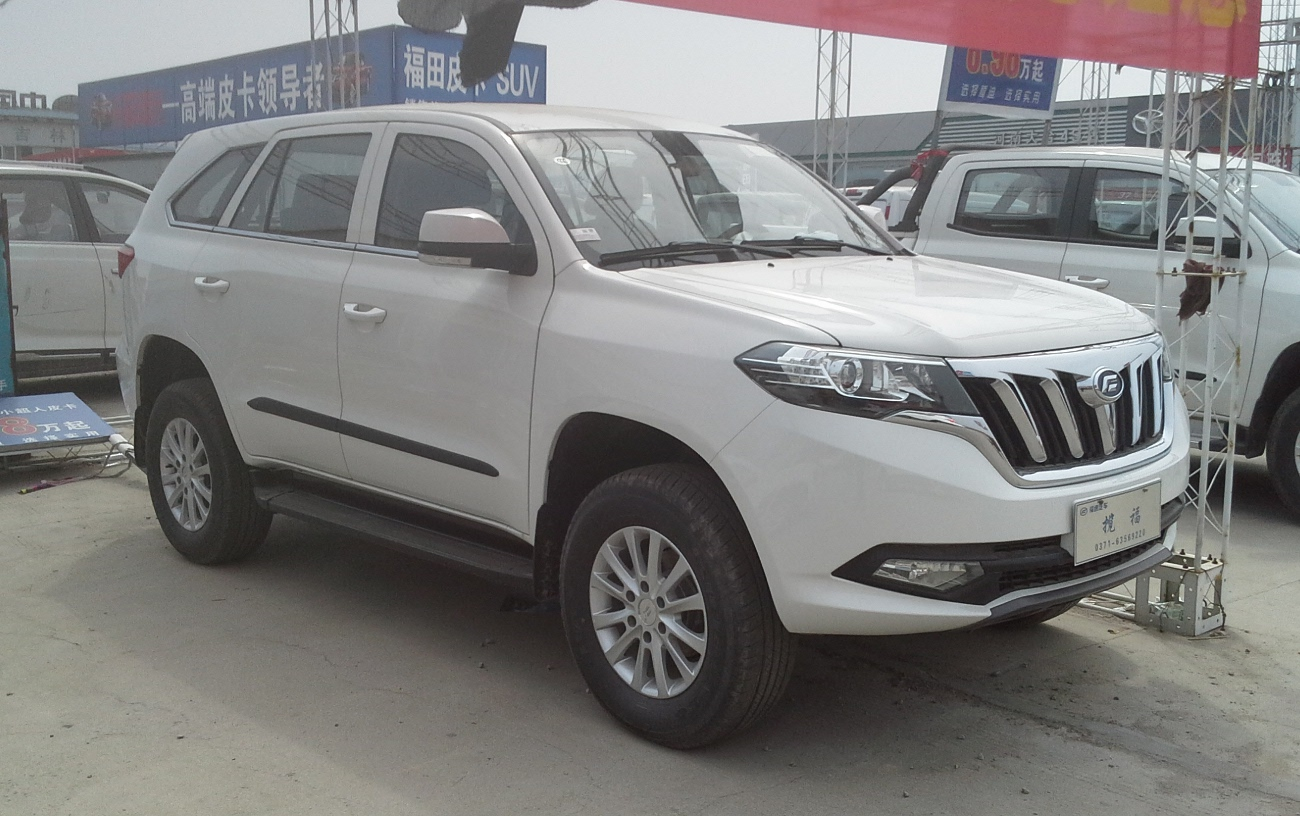
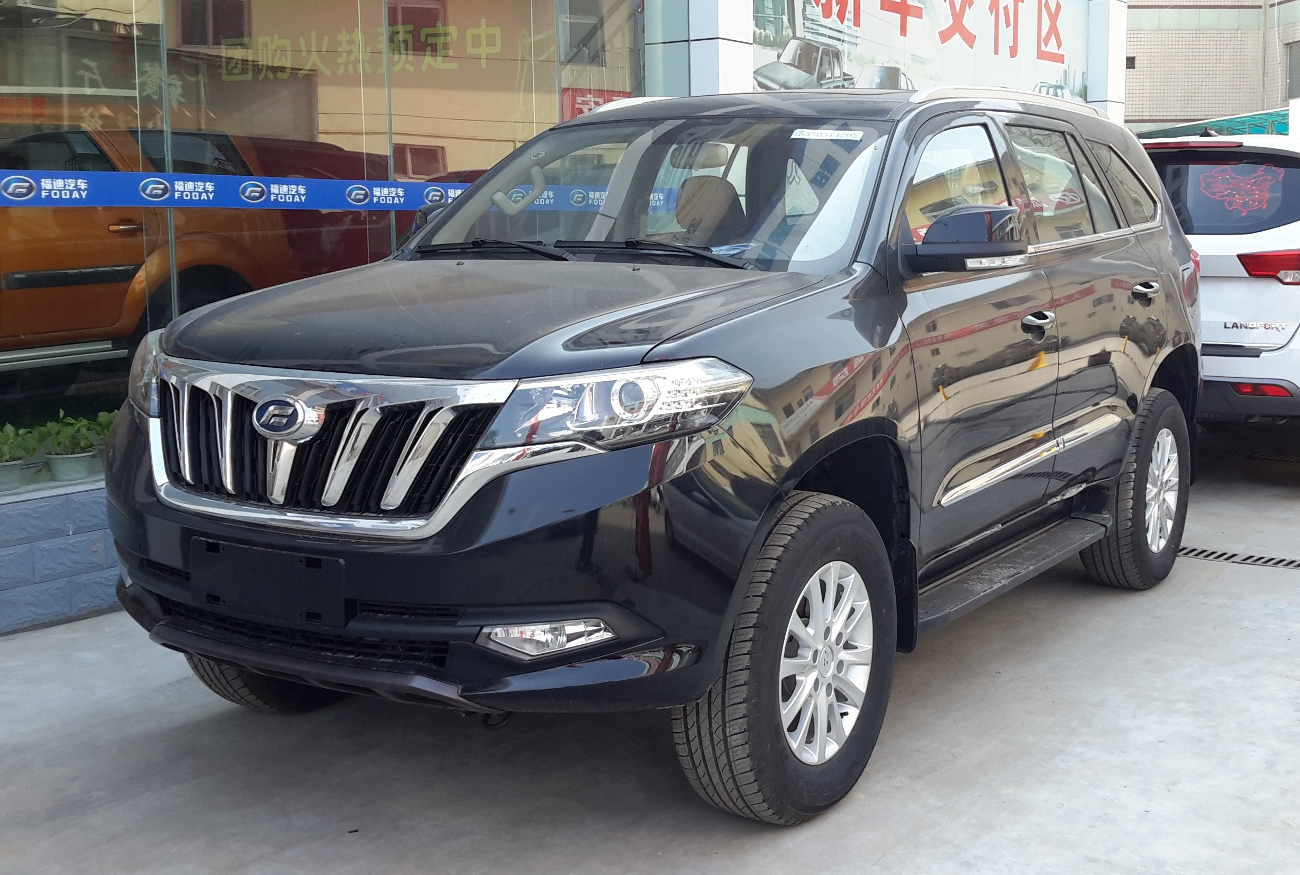
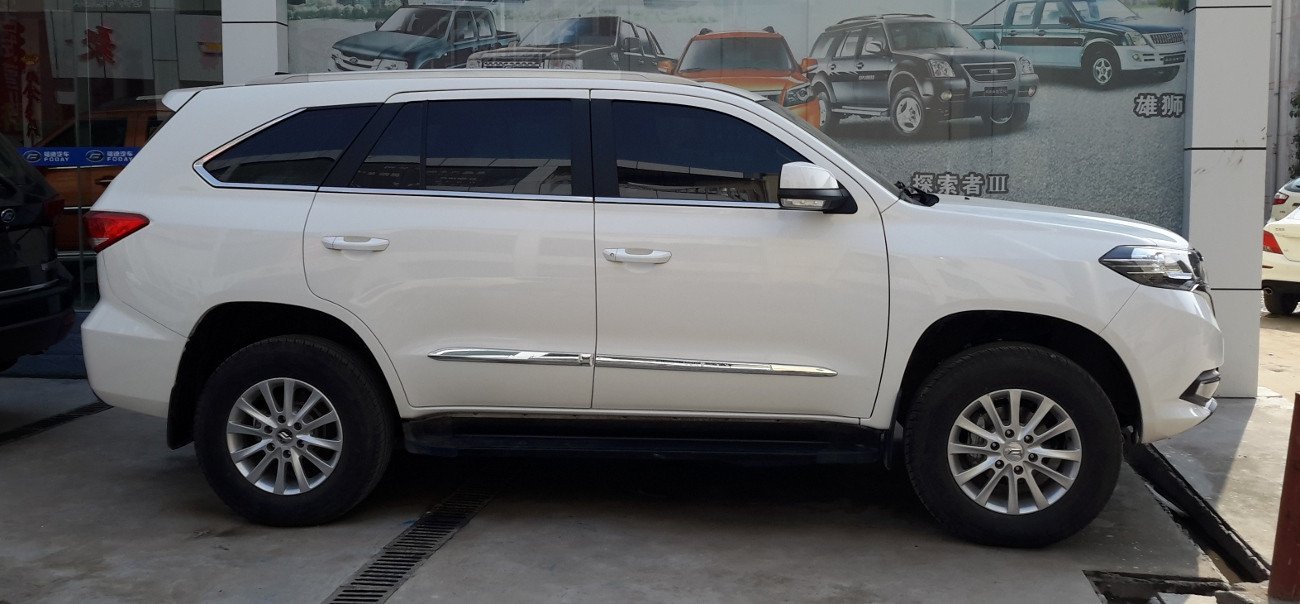

## امکانات
- سنسور پارک
- سانروف برقی
- فرمان هیدرولیک
- چهار کیسه هوا
- ترمزهای ABS با EBD
- مه‌شکن‌های جلو و عقب
- چراغ‌های هالوژنی جلو
- آینه‌های تاشو برقی
- رینگ ۱۷ اینچی
- صندلی ۴ حالته دستی سرنشین جلو
- صندلی ۶ حالته دستی راننده
- دیفرانسیل لغزش محدود در عقب
- سیستم صوتی با ۸ اسپیکر
- بلوتوث
- نمایشگر ۸ اینچی لمسی
- دوربین عقب